# Nachoneko
Nachoneko（日语：なちょねこ）是日本虚拟YouTuber及插画师。

## 概要
“Nachoneko”是甘城なつき在作为Vtuber活动之前在游戏中使用的名称，不过在以插画师身份活动时使用的名称仍然是。她的主职仍是插画师而非直播主。
她于2013年11月开始在X（前Twitter）上活动，并于2014年7月19日创建YouTube频道。在成为Vtuber之前，Nachoneko偶尔会在她的Twitch频道上进行直播。
Nachoneko在一条推文中正式确认了她将于2021年6月15日以VTuber身份出道的计划，并在推文中展示了她的完整VTuber模型。
Nachoneko于2021年6月17日首次使用她的VTuber模型（尽管是静态图像），当时她正在和噶嗚·古拉一起玩《马里奥赛车8 豪华版》。她在2021年9月5日首次亮相。

## 以直播主身份进行的活动
出道之前Nachoneko在Twitch进行直播，后将直播删除在YouTube投稿。2021年9月日她以Vtuber身份出道，出道直播的第一声与噶嗚·古拉一样是“a”。她的角色设计由其本人完成，Live2D则由制作。 肩膀上漂浮的三眼猫被称为“Hennyano”，经常出现在插图中。
她的虚拟形象有着银灰色的长发，蓝色的眼睛和猫耳，戴着三个眼睛的黑色猫形发夹，穿着袖子上有爪子图案的白色连衣裙，穿着白色和浅灰色条纹的袜子和黑色猫拖鞋。

## 以插画师身份进行的活动
2015年左右Nachoneko开始以的名义在Pixiv投稿，之后也有在Fantia和Fanbox等网站投稿（Nachoneko现已将其Pixiv上的全部作品设置为不公开，并表示将不再在Pixiv上发表作品，原因为Pixiv中AI作品过多，且无法阻止。Nachoneko不希望她的作品被他人利用于提升他人AI作画的品质）。她的插画内容多为Nachoneko、猫羽雫等原创角色以及她负责了角色设计的噶嗚·古拉（现已毕业）等Vtuber。
2021年1月至4月她作为创作者参与了PixivFanbox与Lawson Print的合作活动，销售了三种角色插图。

### 作品

#### Vtuber设计[9]
- 噶嗚·古拉（Hololive）[8](现已毕业）[7]
- 新火ると (あらか ると) (PRISMProject)
- 神狐かな (かみこ かな)
- ごきげんななめ
- 赤見かるび
- DrakiKona (ドラキ・コナ) (PixelaProject)
- 海月雲ろあ[11]

#### 插图
- 海鳥東月『でたらめ』な事情 (著:両生類 かえる/ＭＦ文庫Ｊ)[12]